# Mycomya rivalis
Mycomya rivalis är en tvåvingeart som först beskrevs av Santos Abreu 1920.  Mycomya rivalis ingår i släktet Mycomya och familjen svampmyggor.
Artens utbredningsområde är Kanarieöarna. Inga underarter finns listade i Catalogue of Life.